# Assi Azar
Assi Azar (født 10. juni 1979) er en israelsk tv-vært. Han var medvært for Big Brother Israel med Erez Tal indtil 2015. Azar er medvært for Eurovision Song Contest 2019 i Tel Aviv. 

## Privatliv
I 2005 sprang Azar ud som homoseksuel. Kort tid efter begyndte han at lave dokumentarfilmen Mom and Dad: I Have Something to Tell You. Den 11. april 2016 giftede han sig med sin spanske kæreste Albert Escolà i Barcelona.
Azar er en LGBT-aktivist, og i 2009 blev han kåret til blandt de hundre mest indflydelsesrige  homoseksuele personer i verden af Out Magazine.